# David Vandenbroeck
David Vandenbroeck (Eigenbrakel, 12 juli 1985) is een Belgische voetballer die sinds 2020 uitkomt voor FC Wiltz 71. Vandenbroeck is een verdediger.

## Carrière
Vandenbroeck sloot zich op zijn vijftiende aan bij het Centre de Formation van AS Nancy, waar de Belg Christophe Dessy toen werkte als assistent-trainer. Hij begon zijn profcarrière echter bij AFC Tubize, waarmee hij vijf seizoenen in Tweede klasse speelde. Vandenbroeck haalde in zijn eerste seizoen bij Tubeke de eindronde voor promotie, maar eindigde toen laatste. In het seizoen 2007/08 haalde hij opnieuw de eindronde, en ditmaal met succes: met Vandenbroeck als aanvoerder dwong de Waals-Brabantse club voor het eerst in zijn bestaan de promotie naar Eerste klasse af. Vandenbroeck promoveerde echter niet mee met Tubeke, want in januari 2008 had hij al getekend bij Sporting Charleroi voor het seizoen 2008/09. De Henegouwers wilden hem oorspronkelijk al in januari 2008 naar het Stade du Pays de Charleroi halen, maar dat zag Tubeke niet zitten.
In zijn eerste seizoen bij Charleroi was Vandenbroeck quasi een certitude onder trainer Thierry Siquet. Toen dat in het seizoen daarop leek te gaan veranderen, werd de verdediger in augustus 2009 voor een seizoen uitgeleend aan KV Kortrijk. Vandenbroeck veroverde er meteen een vaste basisplaats onder trainer Georges Leekens. Op 3 oktober 2009 scoorde hij zijn eerste doelpunt in Eerste klasse: hij kopte het openingsdoelpunt tegen de netten in de wedstrijd tegen zijn moederclub Charleroi, die uiteindelijk op 3-3 zou eindigen.
Na zijn uitleenbeurt aan Kortrijk nam Zulte Waregem Vandenbroeck op definitieve basis over van Charleroi. Na een seizoen haalde Kortrijk hem opnieuw binnen op huurbasis. Toen hij na zijn terugkeer bij Zulte Waregem niet veel meer aan spelen toekwam, leende de club hem in januari 2013 uit aan tweedeklasser Antwerp FC.
Op 1 september 2013 werd het contract van Vandenbroeck bij Zulte Waregem in onderling overleg verbroken. Hij keerde terug naar oude liefde Tubeke, waar Oud-Heverlee Leuven hem een jaar later oppikte. Vandenbroeck promoveerde met de Leuvenaars naar Eerste klasse, maar daar kreeg hij niet veel speeltijd meer. In januari 2016 werd Vandenbroecks contract opnieuw in onderling overleg ontbonden. De toen 30-jarige verdediger vond meteen onderdak bij de Luxemburgse eersteklasser FC Differdange 03. In mei 2020 maakte hij na vierenhalf seizoenen bij Differdange de overstap naar FC Wiltz 71.

## Statistieken
| seizoen   | club                | land               | competitie         | wed. | goals |
| --------- | ------------------- | ------------------ | ------------------ | ---- | ----- |
| 2003-2008 | AFC Tubize          | België             | Tweede klasse      | 148  | 34    |
| 2008/09   | Sporting Charleroi  | België             | Jupiler Pro League | 21   | 0     |
| 2009/10   | Sporting Charleroi  | België             | Jupiler Pro League | 1    | 0     |
| 2009/10   | → KV Kortrijk       | België             | Jupiler Pro League | 36   | 3     |
| 2010/11   | SV Zulte Waregem    | België             | Jupiler Pro League | 31   | 2     |
| 2011/12   | → KV Kortrijk       | België             | Jupiler Pro League | 9    | 1     |
| 2012/13   | SV Zulte Waregem    | België             | Jupiler Pro League | 1    | 0     |
| 2012/13   | → Antwerp FC        | België             | Tweede klasse      | 13   | 1     |
| 2013/14   | AFC Tubize          | België             | Tweede klasse      | 30   | 3     |
| 2014/15   | Oud-Heverlee Leuven | België             | Tweede klasse      | 32   | 6     |
| 2015/16   | Oud-Heverlee Leuven | België             | Jupiler Pro League | 5    | 0     |
| 2015/16   | FC Differdange 03   | Vlag van Luxemburg | Nationaldivisioun  | 13   | 5     |
| 2016/17   | FC Differdange 03   | Vlag van Luxemburg | Nationaldivisioun  | 26   | 5     |
| 2017/18   | FC Differdange 03   | Vlag van Luxemburg | Nationaldivisioun  | 26   | 3     |
| 2018/19   | FC Differdange 03   | Vlag van Luxemburg | Nationaldivisioun  | 26   | 1     |
| 2019/20   | FC Differdange 03   | Vlag van Luxemburg | Nationaldivisioun  | 16   | 5     |
|           |                     |                    | Totaal             | 286  | 35    |

Bijgewerkt tot en met 13 mei 2020